# Черемшино
Черемшино (укр. Черемшине) — село, относится к Свердловскому району Луганской области Украины. Де факто — с 2014 года населённый пункт контролируется самопровозглашённой Луганской Народной Республикой.

## Общие сведения
Занимает площадь 40,628 км². Почтовый индекс — 94851. Телефонный код — 6434. Код КОАТУУ — 4424287705.

## Население
Население по переписи 2001 года составляло 182 человека.

## География
Село расположено в восточной части Донбасса, на левом берегу реки под названием Верхнее Провалье, в 30 км от Свердловска. К востоку от села проходит граница между Украиной и Россией.
Ближайшие населённые пункты: сёла Провалье, Калинник, Маяк (выше по течению Верхнего Провалья) на юго-западе, Верхнедеревечка и Нижнедеревечка на северо-западе, Королёвка и Власовка (ниже по течению Верхнего Провалья) на северо-востоке.

## Транспорт
Ближайшая железнодорожная станция — Красная могила, в 14 км.

## Достопримечательности
На восточной окраине села, по левому берегу Верхнего Провалья расположен геологический памятник природы местного значения Королевские скалы. Скальные образования имеют высоту 80—100 м и представляют собой выходы песчаников среднего карбона.
Также к югу от села находится ботанический памятник природы — Провальский дуб возрастом более 250 лет.

## Местный совет
94851, Луганская обл., Свердловский район, с. Провалье, ул. Центральная, 2